# Supercoppa del Portogallo 2019 (hockey su pista)
La Supercoppa del Portogallo 2019 è stata la 37ª edizione dell'omonima competizione portoghese di hockey su pista. Il torneo ha avuto luogo il 5 ottobre 2019. 
A conquistare il trofeo è stato il Porto al ventitreesimo successo nella sua storia.

## Squadre partecipanti
| Club        | Qualificazione                       | Partecipazioni precedenti (il grassetto indica la vittoria) |
| ----------- | ------------------------------------ | --- |
| Porto       | Detentore della 1ª Divisão           | 1983, 1984, 1985, 1986, 1987, 1988, 1989, 1990, 1991, 1996, 1998, 1999, 2000, 2002, 2003, 2004, 2005, 2006, 2007, 2008, 2009, 2010, 2011, 2013, 2016, 2017, 2018 |
| Oliveirense | Detentore della Coppa del Portogallo | 1987, 1997, 2011, 2012, 2013 |

## Risultati
| Squadra 1 | Risultato | Squadra 2   |
| --------- | --------- | ----------- |
| Porto     | 6 - 4     | Oliveirense |

| Coimbra 27 giugno 1998 Finale | Porto | 6 – 4 | Oliveirense |  |